# 1176
Évszázadok: 11. század – 12. század – 13. század
Évtizedek: 1120-as évek – 1130-as évek – 1140-es évek – 1150-es évek – 1160-as évek – 1170-es évek – 1180-as évek – 1190-es évek – 1200-as évek – 1210-es évek – 1220-as évek
Évek: 1171 – 1172 – 1173 – 1174 –  1175 – 1176 – 1177 – 1178 – 1179 – 1180 – 1181

## Események

### Határozott dátumú események
- március 14. – V. Lipót követi apját II. Henriket az osztrák hercegi székben.
- május 22. – Sikertelen gyilkossági kísérlet Szaladin szultán ellen Aleppo közelében.
- május 29. – A legnanói csatában a Lombard Liga legyőzi Barbarossa Frigyes német-római császár seregét. A viszálynak az anagni szerződés vet véget.
- szeptember 17. – A müriokephaloni csatában a szeldzsuk törökök legyőzik I. Manuél bizánci császár seregét.[1]

### Határozatlan dátumú események
- III. Béla Ausztria ellen vonul, mivel öccse Géza kincseivel együtt oda menekült.[2]
- Châtillon Rajnald antiochiai fejedelem kiszabadul az aleppói börtönből.
- András győri püspök kerül a kalocsai érseki székbe.[3]

## Születések
- Rasztko Nemanjics szerb herceg, a későbbi Szent Száva
- VI. Lipót osztrák herceg († 1230)
- II. Péter aragóniai király († 1213)

## Halálozások
- március 14. – II. Henrik osztrák herceg
- Rokuyo japán császár
- I. Mátyás lotaringiai herceg